# دوري كرة القدم الإنجليزي 1910–11
دوري كرة القدم الإنجليزي 1910–11 هو موسم من دوري كرة القدم الإنجليزي. أقيم خلال الفترة 1 سبتمبر 1910 وحتى 29 أبريل 1911، وفاز فيه مانشستر يونايتد.